# I liga argentyńska w piłce nożnej (1950)
Mistrzem Argentyny w roku 1950 został klub Racing Club de Avellaneda, a wicemistrzem Argentyny klub Boca Juniors.
Do drugiej ligi spadły dwa ostatnie w tabeli kluby – CA Tigre i Rosario Central. Na ich miejsce awansował z drugiej ligi klub Club Atlético Lanús. Liga została zmniejszona z 18 do 17 klubów.

## Primera División

### Kolejka 1
| Data            | Mecz |
| --------------- | --- |
| 2 kwietnia 1950 | Atlanta Buenos Aires – San Lorenzo de Almagro 3:3 Alfredo Runzer, Pablo Rodríguez, Juan C. Carrera - Gabriel Uñate, Doroteo Cívico, Oscar Silva                     |
| 2 kwietnia 1950 | CA Banfield – Gimnasia y Esgrima La Plata 0:0 |
| 2 kwietnia 1950 | Estudiantes La Plata – CA Tigre 3:3 Manuel Pelegrina (2, 1k), Domingo Pepe - Juan C. Agotegaray, Osvaldo Bianco, Jorge Paz                                          |
| 2 kwietnia 1950 | Ferro Carril Oeste – Vélez Sarsfield 3:1 Julio Salvucci, Raúl Barrionuevo, Ángel Allegri s - Raúl Nápoli                                                            |
| 2 kwietnia 1950 | CA Huracán – Chacarita Juniors 3:1 Ricardo Quiñones (2), Juan M. Filgueiras k - Eduardo Ricagni                                                                     |
| 2 kwietnia 1950 | Newell’s Old Boys – River Plate 0:2 Walter Gómez, Emilio Fizel |
| 2 kwietnia 1950 | CA Platense – Rosario Central 1:0 Vicente Sayago |
| 2 kwietnia 1950 | CA Argentino de Quilmes – Independiente 2:2 Victorio Cantatore, Adolfo Paraja - Juan M. Romay, Carlos Lacasia mecz rozegrany został na stadionie klubu Boca Juniors |
| 2 kwietnia 1950 | Racing Club de Avellaneda – Boca Juniors 2:0 Juan C. Salvini, Rubén Bravo mecz rozegrany został na stadionie klubu Independiente                                    |

### Kolejka 2
| Data            | Mecz |
| --------------- | --- |
| 9 kwietnia 1950 | Boca Juniors – Rosario Central 5:1 Francisco Campana (2), Juan J. Ferraro, Marcos Busico, Duilio Benítez k - Eduardo L’Episcopo                                                    |
| 9 kwietnia 1950 | Chacarita Juniors – CA Banfield 1:1 Eduardo Ricagni - Juaj J. Pizzuti k |
| 9 kwietnia 1950 | Gimnasia y Esgrima La Plata – Racing Club de Avellaneda 3:4 Juan S. Oroz (2), Carlos Gambina - Llamil Simes (2), Norberto Méndez, Ezra Sued                                        |
| 9 kwietnia 1950 | Independiente – Estudiantes La Plata 2:0 Juan M. Romay (2) |
| 9 kwietnia 1950 | Newell’s Old Boys – CA Platense 3:0 Raúl Contini (2), Basilio Mardizza |
| 9 kwietnia 1950 | River Plate – CA Argentino de Quilmes 1:4 Félix Loustau - Alberto Gallo, Adolfo Paraja (3)                                                                                         |
| 9 kwietnia 1950 | San Lorenzo de Almagro – Ferro Carril Oeste 2:2 Gabriel Uñate, Mario Papa - Julio Salvucci, Alberto Piovano                                                                        |
| 9 kwietnia 1950 | CA Tigre – Atlanta Buenos Aires 1:0 Norberto Ferrari |
| 9 kwietnia 1950 | Vélez Sarsfield – CA Huracán 4:1 Osvaldo Zubeldía, Pablo Mallegni, Ángel Allegri, José F. Russo - Juan M. Filgueiras k mecz rozegrany został na stadionie klubu Ferro Carril Oeste |

### Kolejka 3
| Data             | Mecz |
| ---------------- | --- |
| 16 kwietnia 1950 | Atlanta Buenos Aires – Independiente 3:2 Héctor Ingunza (2), Juan C. Carrera - Juan M. Romay, Carlos Lacasia                                                                            |
| 16 kwietnia 1950 | CA Banfield – Vélez Sarsfield 1:3 Juan J. Pizzuti k - Eduardo Fernández, José F. Russo (2)                                                                                              |
| 16 kwietnia 1950 | Estudiantes La Plata – River Plate 1:1 Antonio Giosa - Walter Gómez |
| 16 kwietnia 1950 | Ferro Carril Oeste – CA Tigre 0:0 |
| 16 kwietnia 1950 | CA Huracán – San Lorenzo de Almagro 1:3 Héctor López - Mario Papa (2), Adolfo Seoane |
| 16 kwietnia 1950 | CA Platense – Boca Juniors 6:3 Francisco Rodríguez (2), Antonio Báez, Santiago Vernazza k, Federico Geronis, Vicente Sayago - Duilio Benítez k, Juan J. Ferraro (2)                     |
| 16 kwietnia 1950 | CA Argentino de Quilmes – Newell’s Old Boys 4:2 Adolfo Paraja (2), José Santiago, Alberto Gallo - Elio Montaño, Juan A. Benavídez mecz rozegrany został na stadionie klubu Boca Juniors |
| 16 kwietnia 1950 | Racing Club de Avellaneda – Chacarita Juniors 2:1 Norberto Méndez, Llamil Simes - Roberto Schiavo mecz rozegrany został na stadionie klubu Independiente                                |
| 16 kwietnia 1950 | Rosario Central – Gimnasia y Esgrima La Plata 1:2 Alejandro Mur - Juan S. Oroz (2) |

### Kolejka 4
| Data             | Mecz |
| ---------------- | --- |
| 30 kwietnia 1950 | Chacarita Juniors – Rosario Central 1:3 Vicente Altomonte s - Alejandro Mur, Alberto De Zorzi, Ángel Fleita                                                                               |
| 30 kwietnia 1950 | Gimnasia y Esgrima La Plata – Boca Juniors 1:1 Juan M. Oroz k - Pedro B. Grima |
| 30 kwietnia 1950 | Independiente – Ferro Carril Oeste 1:2 Cándido González - Alberto Piovano, Julio Salvucci                                                                                                 |
| 30 kwietnia 1950 | Newell’s Old Boys – Estudiantes La Plata 2:3 Basilio Mardizza (2) - Héctor Antonio, Manuel Pelegrina (2, 1k)                                                                              |
| 30 kwietnia 1950 | CA Argentino de Quilmes – CA Platense 0:2 Francisco Rodríguez, Santiago Vernazza mecz rozegrany został na stadionie klubu Boca Juniors                                                    |
| 30 kwietnia 1950 | River Plate – Atlanta Buenos Aires 1:3 Ángel Labruna - José Ramos s, Juan C. Carrera, Héctor Ingunza                                                                                      |
| 30 kwietnia 1950 | San Lorenzo de Almagro – CA Banfield 8:2 Oscar Silva (2, 1k), Osvaldo Ferretti s, Mario Papa (3), Gabriel Uñate, Adolfo Seoane - Juan J. Pizzuti (2, 1k)                                  |
| 30 kwietnia 1950 | CA Tigre – CA Huracán 1:1 Jorge Paz - Juan M. Filgueiras k |
| 30 kwietnia 1950 | Vélez Sarsfield – Racing Club de Avellaneda 3:4 José F. Russo (2), Pablo Mallegni - Mario Boyé (2), Llamil Simes, Rubén Bravo mecz rozegrany został na stadionie klubu Ferro Carril Oeste |

### Kolejka 5
| Data        | Mecz |
| ----------- | --- |
| 7 maja 1950 | Atlanta Buenos Aires – Newell’s Old Boys 0:4 Oscar Cabrera k, Raúl Contini (3)                                                                                              |
| 7 maja 1950 | CA Banfield – CA Tigre 5:0 Juan J. Pizzuti, Nicolás Moreno, Gustavo Albella, Ballestrieri, Raúl Tolosa                                                                      |
| 7 maja 1950 | Boca Juniors – Chacarita Juniors 0:1 Roberto S. Sánchez k mecz rozegrany został na stadionie klubu River Plate                                                              |
| 7 maja 1950 | Estudiantes La Plata – CA Argentino de Quilmes 1:1 Héctor Antonio - Rubí Cerioni                                                                                            |
| 7 maja 1950 | Ferro Carril Oeste – River Plate 1:1 Alberto Piovano - Félix Loustau |
| 7 maja 1950 | CA Huracán – Independiente 2:0 Juan M. Filgueiras (2, 1k) |
| 7 maja 1950 | CA Platense – Gimnasia y Esgrima La Plata 1:1 Víctor R. Rodríguez - Ruperto Camacho k                                                                                       |
| 7 maja 1950 | Racing Club de Avellaneda – San Lorenzo de Almagro 2:2 Norberto Méndez, Higinio García k - Mario Papa, Eduardo Reggi mecz rozegrany został na stadionie klubu Independiente |
| 7 maja 1950 | Rosario Central – Vélez Sarsfield 0:0 |

### Kolejka 6
| Data         | Mecz |
| ------------ | --- |
| 14 maja 1950 | Newell’s Old Boys – Ferro Carril Oeste 3:1 Juan A. Benavídez (2), Juan B. Capella - Alberto Piovano                                                                                  |
| 18 maja 1950 | Chacarita Juniors – Gimnasia y Esgrima La Plata 0:0 |
| 18 maja 1950 | Estudiantes La Plata – CA Platense 4:2 José Barreiro, Héctor Antonio (2), Manuel Pelegrina k - Federico Geronis, Antonio Báez                                                        |
| 18 maja 1950 | Independiente – CA Banfield 2:1 Carlos Lacasia, Juan C. Navarro - Juan J. Pizzuti k                                                                                                  |
| 18 maja 1950 | CA Argentino de Quilmes – Atlanta Buenos Aires 3:2 Adolfo Paraja (2), Alberto Gallo - Arturo Buján, Alfredo Runzer                                                                   |
| 18 maja 1950 | River Plate – CA Huracán 2:2 Emilio Fizel, Félix Loustau k - Octavio Caserio, Luis Bravo                                                                                             |
| 18 maja 1950 | San Lorenzo de Almagro – Rosario Central 1:1 Mario Papa - Eduardo L’Epíscopo |
| 18 maja 1950 | CA Tigre – Racing Club de Avellaneda 0:4 Norberto Méndez, Mario Boyé, Rubén Bravo (2)                                                                                                |
| 18 maja 1950 | Vélez Sarsfield – Boca Juniors 2:4 José F. Russo, José B. Menéndez - Luis Cesáreo, Juan J. Ferraro (2), Joaquín Martínez mecz rozegrany został na stadionie klubu Ferro Carril Oeste |

### Kolejka 7
| Data         | Mecz |
| ------------ | --- |
| 21 maja 1950 | Atlanta Buenos Aires – Estudiantes La Plata 2:3 Alfredo Runzer, Juan C. Carrera k - Manuel Pelegrina, Antonio Giosa (2)                                                   |
| 21 maja 1950 | CA Banfield – River Plate 3:1 Miguel A. Converti, Gustavo Albella, Juan J. Pizzuti - Ángel Labruna                                                                        |
| 21 maja 1950 | Boca Juniors – San Lorenzo de Almagro 0:3 Armando Farro, Mario Papa, Ángel Zubieta k mecz rozegrany został na stadionie klubu River Plate                                 |
| 21 maja 1950 | Ferro Carril Oeste – CA Argentino de Quilmes 4:1 Rafael López, Alberto Piovano k, Raúl Barrionuevo (2) - Victorio Cantatore                                               |
| 21 maja 1950 | Gimnasia y Esgrima La Plata – Vélez Sarsfield 0:1 Pablo Mallegni |
| 21 maja 1950 | CA Huracán – Newell’s Old Boys 1:3 Octavio Caserio - Raúl Contini (2, 1k), Juan B. Capella                                                                                |
| 21 maja 1950 | CA Platense – Chacarita Juniors 3:0 Alfredo López (2), Santiago Vernazza                                                                                                  |
| 21 maja 1950 | Racing Club de Avellaneda – Independiente 3:1 Norberto Méndez, Rubén Bravo, Llamil Simes - Carlos Lacasia mecz rozegrany został na stadionie klubu San Lorenzo de Almagro |
| 21 maja 1950 | Rosario Central – CA Tigre 5:1 Humberto Rosa (2), Eduardo L’Epíscopo, Alberto De Zorzi, Alejandro Mur - Isaac Scliar                                                      |

### Kolejka 8
| Data         | Mecz |
| ------------ | --- |
| 28 maja 1950 | Atlanta Buenos Aires – CA Platense 2:2 Juan C. Carrera, Francisco Antuña - Alfredo López, Vicente Sayago                                                       |
| 28 maja 1950 | Estudiantes La Plata – Ferro Carril Oeste 3:2 Ricardo Infante, Antonio Giosa - Raúl Barrionuevo, Alberto Piovano                                               |
| 28 maja 1950 | Independiente – Rosario Central 3:2 Néstor Santos, Vicente de la Mata, Carlos Lacasia - Humberto Rosa, Alberto De Zorzi                                        |
| 28 maja 1950 | Newell’s Old Boys – CA Banfield 0:0 |
| 28 maja 1950 | CA Argentino de Quilmes – CA Huracán 0:2 Trejo (2) |
| 28 maja 1950 | River Plate – Racing Club de Avellaneda 0:3 Ezra Sued, Llamil Simes, Rubén Bravo                                                                               |
| 28 maja 1950 | San Lorenzo de Almagro – Gimnasia y Esgrima La Plata 4:1 Mario Papa (2), Armando Farro, José D. Martorelli - Juan S. Oroz                                      |
| 28 maja 1950 | CA Tigre – Boca Juniors 0:1 Herminio González |
| 28 maja 1950 | Vélez Sarsfield – Chacarita Juniors 4:2 Pablo Mallegni (3), Osvaldo Zubeldía - Eduardo Ricagni (2) mecz rozegrany został na stadionie klubu Ferro Carril Oeste |

### Kolejka 9
| Data           | Mecz |
| -------------- | --- |
| 4 czerwca 1950 | CA Banfield – CA Argentino de Quilmes 5:0 Juan J. Pizzuti (2, 1k), Nicolás Moreno (2), Ballestrieri                                      |
| 4 czerwca 1950 | Boca Juniors – Independiente 3:0 Luis Cesáreo (2), Juan J. Ferraro mecz rozegrany został na stadionie klubu San Lorenzo de Almagro       |
| 4 czerwca 1950 | Chacarita Juniors – San Lorenzo de Almagro 5:1 Alberto César, Enrique Esquide, Eduardo Ricagni (2), José J. Coll - Eduardo Reggi         |
| 4 czerwca 1950 | Ferro Carril Oeste – Atlanta Buenos Aires 2:2 Antonio García, Osvaldo Diez - Alfredo Runzer, Juan C. Carrera                             |
| 4 czerwca 1950 | Gimnasia y Esgrima La Plata – CA Tigre 2:0 Ruperto Camacho, Jaime Sarlanga                                                               |
| 4 czerwca 1950 | CA Huracán – Estudiantes La Plata 3:1 Trejo, Francisco Arbios, Ricardo Quiñones - Héctor Antonio                                         |
| 4 czerwca 1950 | CA Platense – Vélez Sarsfield 1:1 Vicente Sayago - Ángel Allegri k                                                                       |
| 4 czerwca 1950 | Racing Club de Avellaneda – Newell’s Old Boys 0:2 Elio Montaño, Juan A. Benavídez mecz rozegrany został na stadionie klubu Independiente |
| 4 czerwca 1950 | Rosario Central – River Plate 2:3 Nicolás Aresi k, Juan Portaluppi - Ángel Labruna (3)                                                   |

### Kolejka 10
| Data            | Mecz |
| --------------- | --- |
| 11 czerwca 1950 | Atlanta Buenos Aires – CA Huracán 1:2 Juan C. Carrera - Miguel A. Di Pace, Ricardo Quiñones                                      |
| 11 czerwca 1950 | Estudiantes La Plata – CA Banfield 2:1 Juan C. Burgos, Héctor Antonio - Juan J. Pizzuti                                          |
| 11 czerwca 1950 | Ferro Carril Oeste – CA Platense 2:2 Rafael López, Domingo Raele - Francisco Rodríguez, Santiago Vernazza                        |
| 11 czerwca 1950 | Independiente – Gimnasia y Esgrima La Plata 2:3 Néstor Santos, Carlos Lacasia k - Juan S. Oroz, Jaime Sarlanga, Miguel A. Farías |
| 11 czerwca 1950 | Newell’s Old Boys – Rosario Central 3:4 Raúl Contini (2, 1k), Elio Montaño - Eduardo L’Epíscopo (2), Waldino Aguirre (2)         |
| 11 czerwca 1950 | CA Argentino de Quilmes – Racing Club de Avellaneda 0:2 Norberto Méndez, Llamil Simes                                            |
| 11 czerwca 1950 | River Plate – Boca Juniors 1:0 Manuel Barbeito                                                                                   |
| 11 czerwca 1950 | San Lorenzo de Almagro – Vélez Sarsfield 3:1 Mario Papa (2), Ángel Zubieta k - Raúl Nápoli                                       |
| 11 czerwca 1950 | CA Tigre – Chacarita Juniors 1:0 Isaac Scliar                                                                                    |

### Kolejka 11
| Data            | Mecz |
| --------------- | --- |
| 18 czerwca 1950 | CA Banfield – Atlanta Buenos Aires 3:0 Gustavo Albella (2), Ernesto Álvarez |
| 18 czerwca 1950 | Boca Juniors – Newell’s Old Boys 2:4 Juan J. Ferraro, Francisco Campana - Elger Alarcón (3), Raúl Contini mecz rozegrany został na stadionie klubu San Lorenzo de Almagro      |
| 18 czerwca 1950 | Chacarita Juniors – Independiente 2:1 Eduardo Ricagni (2) - José D. Chirico |
| 18 czerwca 1950 | Gimnasia y Esgrima La Plata – River Plate 1:2 Juan S. Oroz - Ángel Labruna (2)                                                                                                 |
| 18 czerwca 1950 | CA Huracán – Ferro Carril Oeste 0:2 Alberto Piovano, Rafael López |
| 18 czerwca 1950 | CA Platense – San Lorenzo de Almagro 3:5 Antonio Báez (2), Federico Geronis - Mario Papa (2), Armando Farro, Adolfo Seoane, Eduardo Reggi                                      |
| 18 czerwca 1950 | Racing Club de Avellaneda – Estudiantes La Plata Independiente 3:1 Rubén Bravo, Llamil Simes, Alberto I. Rastelli - Antonio Giosa                                              |
| 18 czerwca 1950 | Rosario Central – CA Argentino de Quilmes 2:1 Alberto De Zorzi, Alejandro Mur - Victorio Cantatore                                                                             |
| 18 czerwca 1950 | Vélez Sarsfield – CA Tigre 2:3 Oscar Huss, Osvaldo Zubeldía - Osvaldo Bianco, Ángel Allegri s, Ernesto Cucchiaroni mecz rozegrany został na stadionie klubu Ferro Carril Oeste |

### Kolejka 12
| Data            | Mecz |
| --------------- | --- |
| 25 czerwca 1950 | Atlanta Buenos Aires – Racing Club de Avellaneda 2:1 Héctor Ingunza, Alfredo Runzer - Rubén Bravo                       |
| 25 czerwca 1950 | Estudiantes La Plata – Rosario Central 1:0 Manuel Pelegrina k                                                           |
| 25 czerwca 1950 | Ferro Carril Oeste – CA Banfield 2:2 Raúl Barrionuevo, Alberto Piovano k - Gustavo Albella, Nicolás Moreno              |
| 25 czerwca 1950 | CA Huracán – CA Platense 2:1 Cesáreo Cortón (2) - Antonio Báez                                                          |
| 25 czerwca 1950 | Independiente – Vélez Sarsfield 1:2 Ernesto Grillo - Oscar Huss, José B. Menéndez                                       |
| 25 czerwca 1950 | Newell’s Old Boys – Gimnasia y Esgrima La Plata 2:1 Elio Montaño, Marcelo Ortigüela - Jaime Sarlanga                    |
| 25 czerwca 1950 | CA Argentino de Quilmes – Boca Juniors 1:1 Adolfo Paraja k - Héctor Otero                                               |
| 25 czerwca 1950 | River Plate – Chacarita Juniors 0:0                                                                                     |
| 25 czerwca 1950 | CA Tigre – San Lorenzo de Almagro 1:5 Osvaldo Bianco - Mario Papa (2), Armando Farro, Adolfo Seoane, Juan S. Zorzenón s |

### Kolejka 13
| Data         | Mecz |
| ------------ | --- |
| 2 lipca 1950 | CA Banfield – CA Huracán 3:2 Nicolás Moreno, Ernesto Álvarez, Raúl Tolosa - Francisco Arbios, Hugo Reyes                                                                         |
| 2 lipca 1950 | Boca Juniors – Estudiantes La Plata 1:2 José M. Moreno - Antonio Giosa, Juan C. Burgos                                                                                           |
| 2 lipca 1950 | Chacarita Juniors – Newell’s Old Boys 1:0 José J. Coll |
| 2 lipca 1950 | Gimnasia y Esgrima La Plata – CA Argentino de Quilmes 3:1 Miguel A. Farías, Ruperto Camacho, Carlos Gambina - Alberto Gallo mecz rozegrany został na stadionie klubu Estudiantes |
| 2 lipca 1950 | CA Platense – CA Tigre 2:2 Francisco Rodríguez, Arturo Báez - Norberto Ferrari (2)                                                                                               |
| 2 lipca 1950 | Racing Club de Avellaneda – Ferro Carril Oeste 5:1 Higinio García k, Llamil Simes (3), Mario Boyé - Rafael López mecz rozegrany został na stadionie klubu Independiente          |
| 2 lipca 1950 | Rosario Central – Atlanta Buenos Aires 1:0 Humberto Rosa |
| 2 lipca 1950 | San Lorenzo de Almagro – Independiente 2:2 Doroteo Cívico, Adolfo Seoane - Cándido González (2)                                                                                  |
| 2 lipca 1950 | Vélez Sarsfield – River Plate 3:2 Osvaldo Zubeldía (2), Pablo Mallegni - Juan C. Muñoz, Walter Gómez mecz rozegrany został na stadionie klubu Ferro Carril Oeste                 |

### Kolejka 14
| Data          | Mecz |
| ------------- | --- |
| 16 lipca 1950 | Atlanta Buenos Aires – Boca Juniors 2:2 Alfredo Runzer (2) - Francisco Campana, Herminio González                           |
| 16 lipca 1950 | CA Banfield – CA Platense 2:2 Nicolás Moreno (2) - Santiago Vernazza (2)                                                    |
| 16 lipca 1950 | Estudiantes La Plata – Gimnasia y Esgrima La Plata 1:1 Juan C. Burgos - Ruperto Camacho                                     |
| 16 lipca 1950 | Ferro Carril Oeste – Rosario Central 4:1 Raúl Barrionuevo, Julio Salvucci, Mario Sciarra, Rafael López k - Alfredo R. Pérez |
| 16 lipca 1950 | CA Huracán – Racing Club de Avellaneda 2:1 Hugo Reyes, Héctor López - Higinio García k                                      |
| 16 lipca 1950 | Independiente – CA Tigre 3:2 Cándido González (2, 2k), Néstor Santos - Norberto Guzmán k, Norberto Ferrari                  |
| 16 lipca 1950 | Newell’s Old Boys – Vélez Sarsfield 0:0                                                                                     |
| 16 lipca 1950 | CA Argentino de Quilmes – Chacarita Juniors 2:2 Carmen de Jesús Contreras, Alberto Gallo - Eduardo Ricagni (2)              |
| 16 lipca 1950 | River Plate – San Lorenzo de Almagro 2:1 Walter Gómez (2) - Orlando González k                                              |

### Kolejka 15
| Data          | Mecz |
| ------------- | --- |
| 23 lipca 1950 | Boca Juniors – Ferro Carril Oeste 1:0 Juan J. Ferraro                                                                                               |
| 23 lipca 1950 | Chacarita Juniors – Estudiantes La Plata 1:2 Enrique Pessarini - Julio Venini, Ricardo Infante                                                      |
| 23 lipca 1950 | Gimnasia y Esgrima La Plata – Atlanta Buenos Aires 4:0 Pío Corcuera, Juan S. Oroz (2, 1k), Carlos Gambina                                           |
| 23 lipca 1950 | CA Platense – Independiente 3:0 Federico Geronis (2), Antonio Báez                                                                                  |
| 23 lipca 1950 | Racing Club de Avellaneda – CA Banfield 3:0 Rubén Bravo, Osvaldo Ferretti s, Norberto Méndez mecz rozegrany został na stadionie klubu Independiente |
| 23 lipca 1950 | Rosario Central – CA Huracán 1:1 Federico Vairo - Juan M. Filgueiras k                                                                              |
| 23 lipca 1950 | San Lorenzo de Almagro – Newell’s Old Boys 1:0 Armando Farro                                                                                        |
| 23 lipca 1950 | CA Tigre – River Plate 2:2 Ernesto Cucchiaroni, Norberto Ferrari - Oscar Coll (2)                                                                   |
| 23 lipca 1950 | Vélez Sarsfield – CA Argentino de Quilmes 1:1 José F. Russo - C. Contreras mecz rozegrany został na stadionie klubu Ferro Carril Oeste              |

### Kolejka 16
| Data          | Mecz |
| ------------- | --- |
| 30 lipca 1950 | Atlanta Buenos Aires – Chacarita Juniors 1:0 Héctor Ingunza |
| 30 lipca 1950 | CA Banfield – Rosario Central 1:1 Juan J. Pizzuti k - Alejandro Mur |
| 30 lipca 1950 | Estudiantes La Plata – Vélez Sarsfield 0:1 Pablo Mallegni |
| 30 lipca 1950 | Ferro Carril Oeste – Gimnasia y Esgrima La Plata 2:1 Alberto Piovano, Julio Salvucci - Alfredo Martínez |
| 30 lipca 1950 | CA Huracán – Boca Juniors 0:2 José M. Moreno, Francisco Campana |
| 30 lipca 1950 | Newell’s Old Boys – CA Tigre 7:2 Marcelo Ortigüela (2), Raúl Contini (3), Ubaldo Faina, Juan B. Capella - Isaac Scliar (2)                                                                                     |
| 30 lipca 1950 | CA Argentino de Quilmes – San Lorenzo de Almagro 2:1 José Josellato, Alberto Gallo - Gabriel Uñate |
| 30 lipca 1950 | Racing Club de Avellaneda – CA Platense 3:5 Higinio García (2, 2k), Rubén Bravo - Antonio Báez, Federico Geronis, Vicente Sayago (2), Santiago Vernazza mecz rozegrany został na stadionie klubu Independiente |
| 30 lipca 1950 | River Plate – Independiente 0:1 Néstor Santos |

### Kolejka 17
| Data            | Mecz |
| --------------- | --- |
| 6 sierpnia 1950 | Boca Juniors – CA Banfield 4:2 Juan J. Ferraro, Marcos Busico k, Francisco Campana, Herminio González - Ernesto Álvarez, Gustavo Albella |
| 6 sierpnia 1950 | Chacarita Juniors – Ferro Carril Oeste 3:3 Julio Costa (2), Carlos Spinelli - Julio Salvucci, Domingo Raele, Alberto Piovano             |
| 6 sierpnia 1950 | Gimnasia y Esgrima La Plata – CA Huracán 4:1 Carlos Gambina (3), Ruperto Camacho - Cesáreo Cortón                                        |
| 6 sierpnia 1950 | Independiente – Newell’s Old Boys 2:1 Vicente de la Mata, Ubaldo Faina s - Elger Alarcón                                                 |
| 6 sierpnia 1950 | CA Platense – River Plate 4:3 Antonio Báez, Federico Geronis, Santiago Vernazza (2, 1k) - Walter Gómez (3, 1k)                           |
| 6 sierpnia 1950 | Rosario Central – Racing Club de Avellaneda 4:1 Eduardo L’Epíscopo, Higinio García s, Waldino Aguirre, Nicolás Aresi k - Ezra Sued       |
| 6 sierpnia 1950 | San Lorenzo de Almagro – Estudiantes La Plata 1:1 Adolfo Seoane - Héctor Antonio                                                         |
| 6 sierpnia 1950 | CA Tigre – CA Argentino de Quilmes 2:0 Isaac Scliar, Norberto Guzmán k                                                                   |
| 6 sierpnia 1950 | Vélez Sarsfield – Atlanta Buenos Aires 0:1 Rubén Deibe mecz rozegrany został na stadionie klubu Ferro Carril Oeste                       |

### Kolejka 18
| Data             | Mecz |
| ---------------- | --- |
| 13 sierpnia 1950 | Boca Juniors – Racing Club de Avellaneda 1:0 Juan J. Ferraro                                                                           |
| 13 sierpnia 1950 | Chacarita Juniors – CA Huracán 2:0 Enrique Pessarini k, Julio Costa                                                                    |
| 13 sierpnia 1950 | Gimnasia y Esgrima La Plata – CA Banfield 2:1 Carlos Gambina, Juan S. Oroz k - Gustavo Albella                                         |
| 13 sierpnia 1950 | Independiente – CA Argentino de Quilmes 2:1 Ernesto Grillo, Carlos Lacasia - Adolfo Paraja                                             |
| 13 sierpnia 1950 | River Plate – Newell’s Old Boys 2:0 Luis E. Castro, Ángel Labruna                                                                      |
| 13 sierpnia 1950 | Rosario Central – CA Platense 1:3 Juan Portaluppi - Antonio Báez, Alfredo López (2)                                                    |
| 13 sierpnia 1950 | San Lorenzo de Almagro – Atlanta Buenos Aires 4:1 Mario Papa (3, 1k), Adolfo Seoane - Juan C. Carrera                                  |
| 13 sierpnia 1950 | CA Tigre – Estudiantes La Plata 1:1 Norberto Guzmán k - Juan C. Burgos                                                                 |
| 13 sierpnia 1950 | Vélez Sarsfield – Ferro Carril Oeste 2:1 José B. Menéndez, Raúl Nápoli - Rafael López mecz rozegrany został na stadionie klubu Huracán |

### Kolejka 19
| Data             | Mecz |
| ---------------- | --- |
| 20 sierpnia 1950 | Atlanta Buenos Aires – CA Tigre 0:1 Ernesto Cucchiaroni |
| 20 sierpnia 1950 | CA Banfield – Chacarita Juniors 2:0 Juan J. Pizzuti, Raúl Tolosa |
| 20 sierpnia 1950 | Estudiantes La Plata – Independiente 1:0 Manuel Pelegrina |
| 20 sierpnia 1950 | Ferro Carril Oeste – San Lorenzo de Almagro 0:1 Ángel Zubieta k |
| 20 sierpnia 1950 | CA Huracán – Vélez Sarsfield 1:3 Luis Bravo - José B. Menéndez (2), Raúl Nápoli mecz przerwany został w 85 minucie - wynik zachowano                                        |
| 20 sierpnia 1950 | CA Platense – Newell’s Old Boys 2:2 Santiago Vernazza, Alfredo López - Raúl Contini, Elio Montaño                                                                           |
| 20 sierpnia 1950 | CA Argentino de Quilmes – River Plate 0:2 Walter Gómez, Manuel Barbeito |
| 20 sierpnia 1950 | Racing Club de Avellaneda – Gimnasia y Esgrima La Plata 3:2 Mario Boyé (2), Rubén Bravo - Pío Corcuera, Juan S. Oroz mecz rozegrany został na stadionie klubu Independiente |
| 20 sierpnia 1950 | Rosario Central – Boca Juniors 1:2 Alejandro Mur - Juan J. Ferraro, Marcos Busico                                                                                           |

### Kolejka 20
| Data             | Mecz |
| ---------------- | --- |
| 27 sierpnia 1950 | Boca Juniors – CA Platense 0:0                                                                                             |
| 27 sierpnia 1950 | Chacarita Juniors – Racing Club de Avellaneda 1:0 Eduardo Ricagni                                                          |
| 27 sierpnia 1950 | Gimnasia y Esgrima La Plata – Rosario Central 3:2 Carlos Gambina, Juan S. Oroz (2) - Juan Portaluppi, Rodolfo Smargiassi s |
| 27 sierpnia 1950 | Independiente – Atlanta Buenos Aires 4:1 Juan C. Navarro (2, 1k), Ernesto Grillo (2) - Juan C. Carrera                     |
| 27 sierpnia 1950 | Newell’s Old Boys – CA Argentino de Quilmes 3:1 Juan A. Benavídez, Marcelo Ortigüela, Elio Montaño - Alberto Gallo         |
| 27 sierpnia 1950 | River Plate – Estudiantes La Plata 2:0 Ángel Labruna, Walter Gómez                                                         |
| 27 sierpnia 1950 | San Lorenzo de Almagro – CA Huracán 2:3 Gabriel Uñate, Orlando Nappe s - José Vigo (3)                                     |
| 27 sierpnia 1950 | CA Tigre – Ferro Carril Oeste 1:1 Osvaldo Bianco - Alberto Piovano                                                         |
| 27 sierpnia 1950 | Vélez Sarsfield – CA Banfield 0:1 Gustavo Albella, Raúl Tolosa mecz rozegrany został na stadionie klubu Ferro Carril Oeste |

### Kolejka 21
| Data            | Mecz |
| --------------- | --- |
| 3 września 1950 | Atlanta Buenos Aires – River Plate 1:4 Gregorio Pin - Walter Gómez (2), Ángel Labruna (2)                  |
| 3 września 1950 | CA Banfield – San Lorenzo de Almagro 3:0 Juan J. Pizzuti (3)                                               |
| 3 września 1950 | Boca Juniors – Gimnasia y Esgrima La Plata 2:1 Francisco Campana, Herminio González - Juan S. Oroz         |
| 3 września 1950 | Estudiantes La Plata – Newell’s Old Boys 4:0 Antonio Giosa (2), Héctor Antonio, Ricardo Infante            |
| 3 września 1950 | Ferro Carril Oeste – Independiente 1:2 Juan A. Baum - Cándido González, Juan C. Navarro                    |
| 3 września 1950 | CA Huracán – CA Tigre 0:1 Ernesto Cucchiaroni                                                              |
| 3 września 1950 | CA Platense – CA Argentino de Quilmes 2:2 Vicente Sayago, Santiago Vernazza - Adolfo Paraja, Alberto Gallo |
| 3 września 1950 | Racing Club de Avellaneda – Vélez Sarsfield 1:0 Llamil Simes                                               |
| 3 września 1950 | Rosario Central – Chacarita Juniors 1:2 Eduardo L’Epíscopo - Enrique Esquide (2)                           |

### Kolejka 22
| Data             | Mecz |
| ---------------- | --- |
| 10 września 1950 | Chacarita Juniors – Boca Juniors 1:4 Enrique Esquide - Marcos Busico, Francisco Campana (2), Duilio Benítez                                                           |
| 10 września 1950 | Gimnasia y Esgrima La Plata – CA Platense 0:1 Federico Geronis |
| 10 września 1950 | Independiente – CA Huracán 3:2 Juan C. Navarro, Cándido González, Carlos Lacasia - José Vigo (2)                                                                      |
| 10 września 1950 | Newell’s Old Boys – Atlanta Buenos Aires 0:1 Alfredo Runzer k |
| 10 września 1950 | CA Argentino de Quilmes – Estudiantes La Plata 3:1 Alberto Gallo, Adolfo Paraja, José Santiago - Héctor Antonio mecz rozegrany został na stadionie klubu Boca Juniors |
| 10 września 1950 | River Plate – Ferro Carril Oeste 2:0 Luis E. Castro, Oscar Coll |
| 10 września 1950 | San Lorenzo de Almagro – Racing Club de Avellaneda 0:2 Ezra Sued, Llamil Simes                                                                                        |
| 10 września 1950 | CA Tigre – CA Banfield 3:0 Norberto Ferrari (2), Norberto Guzmán k |
| 10 września 1950 | Vélez Sarsfield – Rosario Central 1:0 Alfredo Bermúdez mecz rozegrany został na stadionie klubu Ferro Carril Oeste                                                    |

### Kolejka 23
| Data             | Mecz |
| ---------------- | --- |
| 17 września 1950 | Atlanta Buenos Aires – CA Argentino de Quilmes 1:3 Alfredo Runzer - Alberto Gallo, Adolfo Paraja, José Santiago                |
| 17 września 1950 | CA Banfield – Independiente 2:0 Nicolás Moreno, Gustavo Albella                                                                |
| 17 września 1950 | Boca Juniors – Vélez Sarsfield 4:1 Felipe Magnelli, Marcos Busico, José M. Moreno, Francisco Campana - Luis Fargas             |
| 17 września 1950 | Ferro Carril Oeste – Newell’s Old Boys 1:0 José A. Carbone                                                                     |
| 17 września 1950 | Gimnasia y Esgrima La Plata – Chacarita Juniors 3:2 Reinaldo Mourin, Roberto Moreno s, Carlos Gambina - ?, Enrique Pessarini k |
| 17 września 1950 | CA Huracán – River Plate 1:3 José Vigo - Walter Gómez, Félix Loustau (2)                                                       |
| 17 września 1950 | CA Platense – Estudiantes La Plata 2:1 Manuel Rodríguez, Federico Geronis - José Barreiro                                      |
| 17 września 1950 | Racing Club de Avellaneda – CA Tigre 4:1 Manuel Ameal, Manuel Blanco, Higinio García k, Ezra Sued - Isaac Scliar               |
| 17 września 1950 | Rosario Central – San Lorenzo de Almagro 2:1 Alejandro Mur, Ángel Fleita - Oscar Silva                                         |

### Kolejka 24
| Data             | Mecz |
| ---------------- | --- |
| 24 września 1950 | Chacarita Juniors – CA Platense 7:2 Julio Costa (2), José J. Coll, Enrique Pesarrini, Enrique Esquide, Eduardo Ricagni, Osvaldo Montero - Francisco Rodríguez, Eduardo Ricagni |
| 24 września 1950 | Estudiantes La Plata – Atlanta Buenos Aires 2:8 Ricardo Infante, José Barreiro - Juan C. Carrera (2), Alfredo Runzer (4), Francisco Antuña (2)                                 |
| 24 września 1950 | Independiente – Racing Club de Avellaneda 2:4 Vicente de la Mata, Cándido González - Manuel Blanco (3), Mario Boyé                                                             |
| 24 września 1950 | Newell’s Old Boys – CA Huracán 3:0 Marcelo Ortigüela, Raúl Contini, Juan A. Benavídez                                                                                          |
| 24 września 1950 | CA Argentino de Quilmes – Ferro Carril Oeste 2:1 José Santiago (2) - Alberto Piovano                                                                                           |
| 24 września 1950 | River Plate – CA Banfield 1:1 Ángel Labruna - Nicolás Moreno |
| 24 września 1950 | San Lorenzo de Almagro – Boca Juniors 1:1 Armando Farro - José M. Moreno |
| 24 września 1950 | CA Tigre – Rosario Central 2:2 Jorge Paz (2) - Federico Vairo, Eduardo L’Epíscopo                                                                                              |
| 24 września 1950 | Vélez Sarsfield – Gimnasia y Esgrima La Plata 1:4 Víctor Salcedo - Ruperto Camacho (3), Juan S. Oroz k mecz rozegrany został na stadionie klubu Ferro Carril Oeste             |

### Kolejka 25
| Data                | Mecz |
| ------------------- | --- |
| 1 października 1950 | Racing Club de Avellaneda - River Plate 5:3 Manuel Ameal (2), Llamil Simes (2), Manuel Blanco - Ángel Labruna (2), Luis E. Castro |
| 1 października 1950 | Rosario Central - Independiente 2:4 Juan Barraza s, Alberto De Zorzi - Carlos Cecconato (2), Juan C. Navarro, Vicente de la Mata  |
| 1 października 1950 | Gimnasia y Esgrima La Plata - San Lorenzo de Almagro 3:1 Carlos Gambina (2), Pío Corcuera - Adolfo Seoane                         |
| 1 października 1950 | CA Huracán - CA Argentino de Quilmes 4:3 José Vigo (3), Alejandro Armoa - Alberto Gallo, José Santiago, Victorio Cantatore        |
| 1 października 1950 | Ferro Carril Oeste - Estudiantes La Plata 3:0 José A. Carbone, Mario Sciarra, Domingo Raele                                       |
| 1 października 1950 | CA Platense - Atlanta Buenos Aires 3:3 Antonio Báez, Federico Geronis (2) - Alfredo Runzer (2, 1k), Francisco Antuña              |
| 1 października 1950 | Chacarita Juniors - Vélez Sarsfield 1:0 Enrique Pessarini                                                                         |
| 1 października 1950 | CA Banfield - Newell’s Old Boys 3:0 Gustavo Albella, E. Pérez s, Ubaldo Faina s                                                   |
| 1 października 1950 | Boca Juniors - CA Tigre 2:1 Joaquín Martínez (2) - Norberto Ferrari                                                               |

### Kolejka 26
| Data                | Mecz |
| ------------------- | --- |
| 8 października 1950 | Newell’s Old Boys - Racing Club de Avellaneda 3:2 Raúl Contini, Marcelo Ortigüela, Juan A. Benavídez - Ezra Sued, Llamil Simes        |
| 8 października 1950 | River Plate - Rosario Central 7:2 Oscar Coll, Walter Gómez (3), Luis E. Castro, Félix Loustau (2) - Alberto De Zorzi, Isidoro Tissera |
| 8 października 1950 | San Lorenzo de Almagro - Chacarita Juniors 5:1 Gabriel Uñate (3), Armando Farro, Eduardo Reggi - Osvaldo Montero                      |
| 8 października 1950 | Atlanta Buenos Aires - Ferro Carril Oeste 5:1 Alfredo Runzer (3), Francisco Antuña, Juan C. Carrera - Alberto Piovano                 |
| 8 października 1950 | Independiente - Boca Juniors 3:1 Néstor Santos (2), Vicente de la Mata - José M. Moreno                                               |
| 8 października 1950 | Vélez Sarsfield - CA Platense 1:0 O. Costa                                                                                            |
| 8 października 1950 | CA Argentino de Quilmes - CA Banfield 1:2 Adolfo Paraja - Gustavo Albella, Juan J. Pizzuti                                            |
| 8 października 1950 | CA Tigre - Gimnasia y Esgrima La Plata 3:2 Norberto Ferrari (2), Jorge Paz - Juan S. Oroz, Ruperto Camacho                            |
| 8 października 1950 | Estudiantes La Plata - CA Huracán 3:1 Ricardo Infante (3) - Juan M. Filgueiras (k)                                                    |

### Kolejka 27
| Data                 | Mecz |
| -------------------- | --- |
| 12 października 1950 | Racing Club de Avellaneda - CA Argentino de Quilmes 2:0 Llamil Simes, Ezra Sued                                                                                                 |
| 12 października 1950 | Gimnasia y Esgrima La Plata - Independiente 0:4 Carlos Lacasia (3, 1k), Vicente de la Mata                                                                                      |
| 12 października 1950 | Boca Juniors - River Plate 1:2 Francisco Campana - Ángel Labruna, Walter Gómez                                                                                                  |
| 12 października 1950 | CA Banfield - Estudiantes La Plata 2:2 Juan J. Pizzuti, Raúl Tolosa - Omar Lorenzo (k), Manuel Pelegrina                                                                        |
| 12 października 1950 | Vélez Sarsfield - San Lorenzo de Almagro 1:4 José B. Menéndez - Armando Farro (2), Gabriel Uñate, Ángel Zubieta (k) mecz rozegrany został na stadionie klubu Ferro Carril Oeste |
| 12 października 1950 | CA Platense - Ferro Carril Oeste 1:1 Santiago Vernazza - Alberto Bufatelli |
| 12 października 1950 | CA Huracán - Atlanta Buenos Aires 0:1 Alfredo Runzer |
| 12 października 1950 | Rosario Central - Newell’s Old Boys 1:1 Waldino Aguirre - Basilio Mardizza |
| 12 października 1950 | Chacarita Juniors - CA Tigre 1:1 José J. Coll - Isaac Scliar |

### Kolejka 28
| Data                 | Mecz |
| -------------------- | --- |
| 15 października 1950 | Estudiantes La Plata - Racing Club de Avellaneda 1:0 Héctor Antonio                                                      |
| 15 października 1950 | Independiente - Chacarita Juniors 3:1 Carlos Lacasia (3, 1k) - Enrique Esquide                                           |
| 15 października 1950 | Ferro Carril Oeste - CA Huracán 1:6 Domingo Raele - Octavio Caserio, Héctor López, Juan M. Filgueiras (2), José Vigo (2) |
| 15 października 1950 | CA Argentino de Quilmes - Rosario Central 4:0 Adolfo Paraja, Rubí Cerioni (2), Juan R. Santos                            |
| 15 października 1950 | Atlanta Buenos Aires - CA Banfield 1:0 Alfredo Runzer                                                                    |
| 15 października 1950 | San Lorenzo de Almagro - CA Platense 2:0 Mario Papa, Eduardo Reggi                                                       |
| 15 października 1950 | River Plate - Gimnasia y Esgrima La Plata 2:2 Oscar Coll, Walter Gómez - Pío Corcuera (2)                                |
| 15 października 1950 | CA Tigre - Vélez Sarsfield 0:1 Pablo Mallegni                                                                            |
| 15 października 1950 | Newell’s Old Boys - Boca Juniors 1:1 Basilio Mardizza - Marcos Busico                                                    |

### Kolejka 29
| Data                 | Mecz |
| -------------------- | --- |
| 22 października 1950 | Racing Club de Avellaneda – Atlanta Buenos Aires 6:0 Manuel Blanco (3), Mario Boyé (2), Jaime Cruz s             |
| 22 października 1950 | San Lorenzo de Almagro – CA Tigre 4:1 Mario Papa, Gabriel Uñate, Eduardo Reggi, Armando Farro - Jorge Paz        |
| 22 października 1950 | CA Platense – CA Huracán 3:2 Alfredo López (2), Santiago Vernazza (k) - Octavio Caserio, José Vigo               |
| 22 października 1950 | Boca Juniors – CA Argentino de Quilmes 4:0 Marcos Busico, Juan J. Ferraro (2), Osvaldo Méndez s                  |
| 22 października 1950 | Chacarita Juniors – River Plate 2:1 Enrique Pessarini (k), Enrique Esquide - Ángel Labruna                       |
| 22 października 1950 | Vélez Sarsfield – Independiente 1:0 Osvaldo Zubeldía mecz rozegrany został na stadionie klubu Ferro Carril Oeste |
| 22 października 1950 | Rosario Central – Estudiantes La Plata 3:1 Alejandro Mur (2), Humberto Rosa - José M. Pellejero                  |
| 22 października 1950 | CA Banfield – Ferro Carril Oeste 1:1 Gustavo Albella - Alberto Piovano                                           |
| 22 października 1950 | Gimnasia y Esgrima La Plata – Newell’s Old Boys 1:2 Jaime Sarlanga - Elio Montaño, Juan A. Benavídez             |

### Kolejka 30
| Data                 | Mecz |
| -------------------- | --- |
| 28 października 1950 | Newell’s Old Boys – Chacarita Juniors 0:1 Eduardo Ricagni                                                                                      |
| 29 października 1950 | Ferro Carril Oeste – Racing Club de Avellaneda 1:4 Raúl Barrionuevo - Mario Boyé, Manuel Blanco, Llamil Simes, Ezra Sued                       |
| 29 października 1950 | Independiente – San Lorenzo de Almagro 4:1 Carlos Cecconato, Carlos Lacasia (2), Donato Hernández - Mario Papa                                 |
| 29 października 1950 | CA Huracán – CA Banfield 5:3 Ricardo Quiñones (2), Juan M. Filgueiras (k), Oscar Rossi, Octavio Caserio - Ernesto Álvarez (2), Gustavo Albella |
| 29 października 1950 | CA Tigre – CA Platense 5:3 Ernesto Cucchiaroni (3), Isaac Scliar (2) - Santiago Vernazza, Alfredo López (2)                                    |
| 29 października 1950 | Estudiantes La Plata – Boca Juniors 0:1 José M. Moreno                                                                                         |
| 29 października 1950 | River Plate – Vélez Sarsfield 0:0 |
| 29 października 1950 | Atlanta Buenos Aires – Rosario Central 2:1 Héctor Ingunza, Arturo Buján - Eduardo L’Epíscopo                                                   |
| 29 października 1950 | CA Argentino de Quilmes – Gimnasia y Esgrima La Plata 2:2 Jorge Carboni, Rubí Cerioni - Juan S. Oroz, Pío Corcuera                             |

### Kolejka 31
| Data             | Mecz |
| ---------------- | --- |
| 5 listopada 1950 | Racing Club de Avellaneda – CA Huracán 2:0 Higinio García (k), Norberto Méndez                                                                                         |
| 5 listopada 1950 | Boca Juniors – Atlanta Buenos Aires 3:3 Juan J. Ferraro (3) - Alfredo Runzer, Francisco Antuña (2)                                                                     |
| 5 listopada 1950 | San Lorenzo de Almagro – River Plate 3:2 Mario Papa, Adolfo Seoane, Gabriel Uñate - Walter Gómez (2)                                                                   |
| 5 listopada 1950 | Vélez Sarsfield – Newell’s Old Boys 3:2 Pablo Mallegni (2), José B. Menéndez - Raúl Contini, Elger Alarcón mecz rozegrany został na stadionie klubu Ferro Carril Oeste |
| 5 listopada 1950 | CA Tigre – Independiente 2:3 Isaac Scliar (2) - Carlos Lacasia (2), Donato Hernández                                                                                   |
| 5 listopada 1950 | Gimnasia y Esgrima La Plata – Estudiantes La Plata 2:2 Pío Corcuera, Alfredo Martínez - Omar Lorenzo (k), Antonio Giosa                                                |
| 5 listopada 1950 | CA Platense – CA Banfield 2:2 Santiago Vernazza (2) - Ernesto Álvarez (2)                                                                                              |
| 5 listopada 1950 | Rosario Central – Ferro Carril Oeste 1:3 Alberto De Zorzi - Raúl Barrionuevo, Alberto Piovano (2, 1k)                                                                  |
| 5 listopada 1950 | Chacarita Juniors – CA Argentino de Quilmes 2:2 Julio Costa, José J. Coll - Rubí Cerioni (2)                                                                           |

### Kolejka 32
| Data              | Mecz |
| ----------------- | --- |
| 11 listopada 1950 | Newell’s Old Boys – San Lorenzo de Almagro 2:1 Marcelo Ortigüela (2) - Orlando González |
| 12 listopada 1950 | CA Banfield – Racing Club de Avellaneda 3:0(1:0) Widzowie: 12 500 Sędzia: Meade Bramki: 1:0 Juan J. Pizzuti 35, 2:0 Juan J. Pizzuti 56, 3:0 Raúl Tolosa 78 Club Atlético Banfield: Grisetti – Ferretti, Bagnato, Corvetto, Mourińo, D'Angelo, Converti, Juan J. Pizzuti, Albella, Álvarez, Raúl Tolosa. Racing Club de Avellaneda: Rodríguez – García, García Pérez, Fernández, Rastelli, Gutiérrez, Boyé, Méndez, Blanco, Simes, Sued. |
| 12 listopada 1950 | River Plate – CA Tigre 6:2 Lidoro Soria, Félix Loustau, Ángel Labruna (2), Oscar Coll, Walter Gómez - Atilio Tanzi, Ernesto Cucchiaroni |
| 12 listopada 1950 | CA Argentino de Quilmes – Vélez Sarsfield 4:1 Rubí Cerioni, Adolfo Paraja (2), Alberto Gallo - Pablo Mallegni |
| 12 listopada 1950 | Estudiantes La Plata – Chacarita Juniors 1:4 Omar Lorenzo (k) - Eduardo Ricagni (2), Enrique Pessarini, Julio Costa |
| 12 listopada 1950 | Independiente – CA Platense 4:0 Ernesto Grillo, Carlos Lacasia (2), Carlos Cecconato |
| 12 listopada 1950 | Ferro Carril Oeste – Boca Juniors 1:1 Joel Gauna - Herminio González |
| 12 listopada 1950 | Atlanta Buenos Aires – Gimnasia y Esgrima La Plata 2:2 Juan C. Carrera, Gregorio Pin - Pío Corcuera (2) |
| 12 listopada 1950 | CA Huracán – Rosario Central 1:1 Héctor López - Humberto Rosa mecz rozegrany został na stadionie klubu San Lorenzo de Almagro |

### Kolejka 33
| Data              | Mecz |
| ----------------- | --- |
| 19 listopada 1950 | CA Platense – Racing Club de Avellaneda 1:4 Santiago Vernazza - Norberto Méndez (2), Llamil Simes (2)                                                                           |
| 19 listopada 1950 | Independiente – River Plate 5:1 Carlos Lacasia (3, 1k), Fernando Rubio, Néstor Santos - Félix Loustau                                                                           |
| 19 listopada 1950 | Chacarita Juniors – Atlanta Buenos Aires 4:1 Eduardo Ricagni (2), Enrique Esquide, Enrique Pessarini - Francisco Antuña                                                         |
| 19 listopada 1950 | Vélez Sarsfield – Estudiantes La Plata 1:4 Alfredo Bermúdez - Alberto Bouché, Manuel Pelegrina (2), Ricardo Infante mecz rozegrany został na stadionie klubu Ferro Carril Oeste |
| 19 listopada 1950 | Gimnasia y Esgrima La Plata – Ferro Carril Oeste 1:2 Juan S. Oroz - Domingo Raele, Julio Salvucci                                                                               |
| 19 listopada 1950 | Rosario Central – CA Banfield 1:0 Waldino Aguirre |
| 19 listopada 1950 | CA Tigre – Newell’s Old Boys 4:2 Jorge Paz, Norberto Ferrari, José Rico (2, 2k) - Ubaldo Faina, Marcelo Ortigüela                                                               |
| 19 listopada 1950 | Boca Juniors – CA Huracán 0:1 Héctor López |
| 19 listopada 1950 | San Lorenzo de Almagro – CA Argentino de Quilmes 0:1 Rubí Cerioni |

### Kolejka 34
| Data              | Mecz |
| ----------------- | --- |
| 26 listopada 1950 | Racing Club de Avellaneda – Rosario Central 4:2 Mario Boyé, Norberto Méndez, Higinio García (k), Rubén Bravo - Humberto Rosa (2)             |
| 26 listopada 1950 | CA Argentino de Quilmes – CA Tigre 5:1 Adolfo Paraja, Rubí Cerioni (3, 1k), Juan R. Santos - Osvaldo Méndez s                                |
| 26 listopada 1950 | Atlanta Buenos Aires – Vélez Sarsfield 3:1 Gregorio Pin, Alfredo Runzer (2) - Osvaldo Zubeldía                                               |
| 26 listopada 1950 | Estudiantes La Plata – San Lorenzo de Almagro 4:1 Ricardo Infante, Alberto Bouché, Manuel Pelegrina (2) - Ángel Zubieta (k)                  |
| 26 listopada 1950 | Newell’s Old Boys – Independiente 1:1 Basilio Mardizza - Donato Hernández                                                                    |
| 26 listopada 1950 | River Plate – CA Platense 4:1 Ángel Labruna (2, 1k), Walter Gómez, Juan C. Muñoz - Santiago Vernazza (k)                                     |
| 26 listopada 1950 | CA Banfield – Boca Juniors 1:1 Raúl Tolosa - Marcos Busico                                                                                   |
| 26 listopada 1950 | Ferro Carril Oeste – Chacarita Juniors 1:1 Alberto Piovano - Enrique Esquide                                                                 |
| 26 listopada 1950 | CA Huracán – Gimnasia y Esgrima La Plata 1:1 Juan M. Filgueiras (k) - Juan S. Oroz (k) mecz rozegrany został na stadionie klubu Boca Juniors |

### Końcowa tabela sezonu 1950
| Poz | Klub                        | Mecze | Zw | Rem | Por | Pkt | BrZd | BrStr |
| --- | --------------------------- | ----- | -- | --- | --- | --- | ---- | ----- |
| 1   | Racing Club de Avellaneda   | 34    | 23 | 1   | 10  | 47  | 86   | 48    |
| 2   | Boca Juniors                | 34    | 15 | 9   | 10  | 39  | 59   | 46    |
| 3   | Independiente               | 34    | 18 | 3   | 13  | 39  | 69   | 55    |
| 4   | River Plate                 | 34    | 15 | 8   | 11  | 38  | 68   | 57    |
| 5   | San Lorenzo de Almagro      | 34    | 15 | 7   | 12  | 37  | 77   | 60    |
| 6   | Estudiantes La Plata        | 34    | 14 | 8   | 12  | 36  | 57   | 61    |
| 7   | CA Banfield                 | 34    | 12 | 11  | 11  | 35  | 60   | 51    |
| 8   | Chacarita Juniors           | 34    | 13 | 8   | 13  | 34  | 54   | 54    |
| 9   | CA Platense                 | 34    | 11 | 12  | 11  | 34  | 66   | 74    |
| 10  | Vélez Sarsfield             | 34    | 14 | 5   | 15  | 33  | 47   | 58    |
| 11  | Newell’s Old Boys           | 34    | 13 | 6   | 15  | 32  | 58   | 53    |
| 12  | Gimnasia y Esgrima La Plata | 34    | 11 | 10  | 13  | 32  | 59   | 56    |
| 13  | Ferro Carril Oeste          | 34    | 10 | 12  | 12  | 32  | 53   | 60    |
| 14  | Atlanta Buenos Aires        | 34    | 12 | 7   | 15  | 31  | 58   | 73    |
| 15  | CA Argentino de Quilmes     | 34    | 11 | 8   | 15  | 30  | 57   | 65    |
| 16  | CA Huracán                  | 34    | 12 | 5   | 17  | 29  | 54   | 65    |
| 17  | CA Tigre                    | 34    | 10 | 9   | 15  | 29  | 51   | 79    |
| 18  | Rosario Central             | 34    | 9  | 7   | 18  | 25  | 52   | 70    |

Wobec równej liczby punktów drugiego i trzeciego zespołu w tabeli rozegrano mecze barażowe o tytuł wicemistrza Argentyny w roku 1950 (wszystkie mecze rozegrano na stadionie San Lorenzo de Almagro):
- Boca Juniors – Independiente 2:3 i 3:2, dodatkowo 3:3

Wicemistrzem Argentyny został klub Boca Juniors, który miał lepszy stosunek bramek zdobytych do bramek straconych (1.28) od klubu Independiente (1.25).
Ponieważ dwa przedostanie kluby uzyskały jednakową liczbę punktów, rozegrano mecze barazowe o 16 miejsce, które gwarantowało utrzymanie się w pierwszej lidze.
| Mecze                                                                            |
| -------------------------------------------------------------------------------- |
| CA Tigre – CA Huracán 1:3 mecz rozegrany został na stadionie klubu Independiente |
| CA Huracán – CA Tigre 5:1 mecz rozegrany został na stadionie klubu River Plate   |

### Klasyfikacja strzelców bramek 1950
| Gole | Piłkarz        | Klub                        |
| ---- | -------------- | --------------------------- |
| 24   | Mario Papa     | San Lorenzo de Almagro      |
| 23   | Carlos Lacasia | Independiente               |
| 23   | Alfredo Runzer | Atlanta Buenos Aires        |
| 22   | Walter Gómez   | River Plate                 |
| 20   | Ángel Labruna  | River Plate                 |
| 20   | Juan Oroz      | Gimnasia y Esgrima La Plata |
| 20   | Llamil Simes   | Racing Club de Avellaneda   |